# 馬武窟溪
馬武窟溪（阿美語：Marongarong）是台灣東部的河川，發源於東台灣的海岸山脈，為海岸山脈東側流域面積最廣，長度最長的河流。

## 簡介

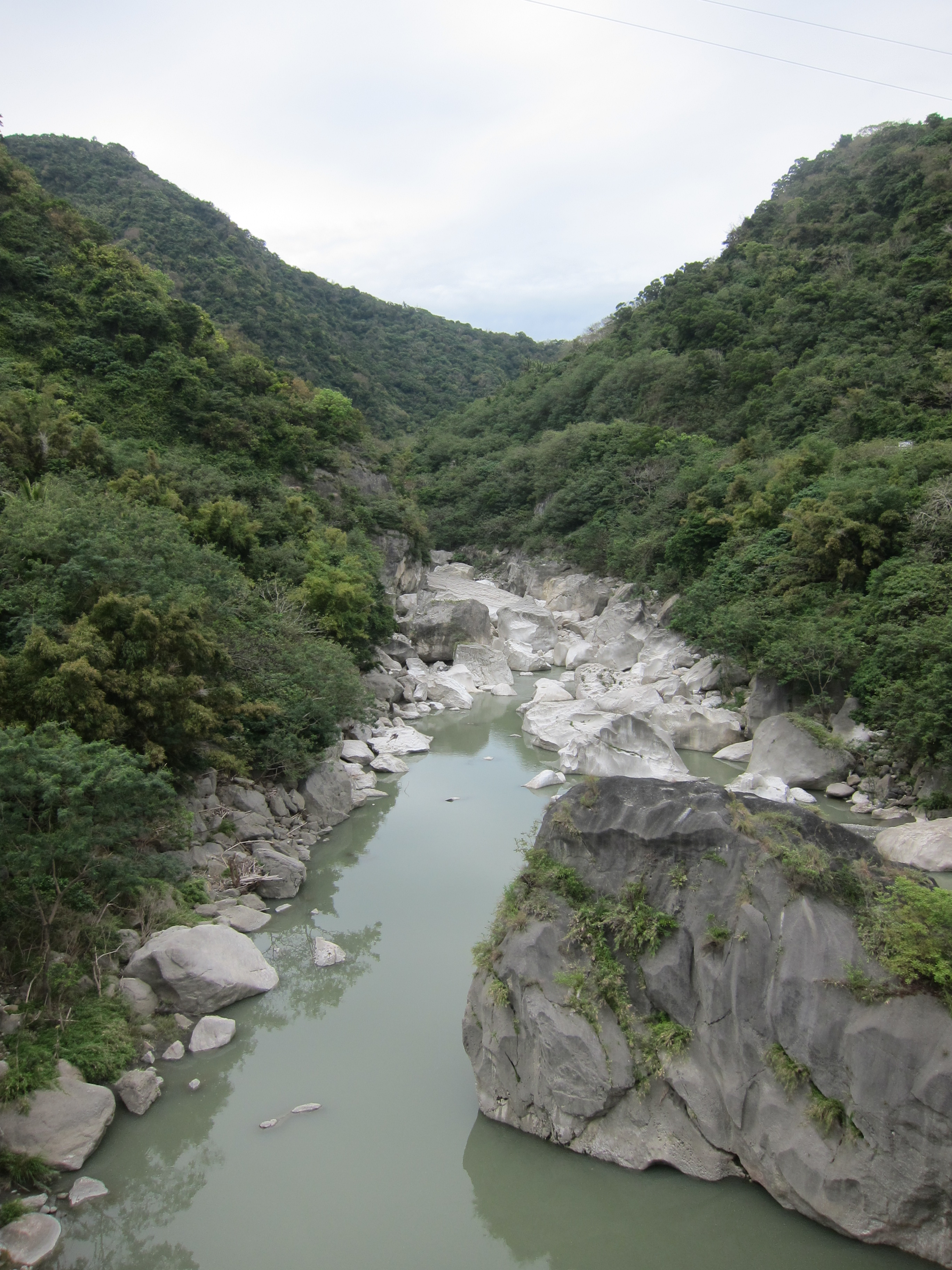
馬武窟溪谷中的沖蝕怪石

馬武窟溪位於台東縣東河鄉，主流全長30.6公里，流域面積149.6平方公里，在日治時代因奇岩怪石之勝景，因此別稱「台東耶馬溪」。馬武窟溪由北溪和南溪兩大支流於泰源部落匯流而成，北溪源自堵開埔山東南麓之東西向稜線，南溪源自都蘭山北麓，兩溪流貫泰源盆地，其曲流甚為發達，尤以北溪河段易顯可見，河道曲折，造就多處曲流頸，並有曲流頸被河蝕切斷而成的河道，在台灣地理而言，其發達程度甚為罕見。馬武窟溪於泰源部落匯流後，向東流穿海岸山脈，並以曲流河谷而行，於東河橋注入太平洋，此一河段為成功鎮與東河鄉交界，且是東富公路行經路段所在，因河道過於曲折，使東富公路在地形上是以截彎取直方式，透過小馬隧道貫通而連接台11線。

## 水系主要河川
以下由下游至源頭列出水系主要河川，其中粗體字為主流河道。
- 馬武窟溪：台東縣成功鎮、東河鄉
  - 北溪：台東縣東河鄉
    - 馬那漢溪：台東縣東河鄉
    - 北底溪：台東縣東河鄉
      - 排竹坑溪：台東縣東河鄉
      - 松柏坑溪：台東縣東河鄉

  - 南溪：台東縣東河鄉
    - 法洛安溪：台東縣東河鄉
      - 馬達吉達溪：台東縣東河鄉
      - 高源南溪：台東縣東河鄉

    - 油旦溪：台東縣東河鄉
    - 福烘溪：台東縣東河鄉
    - 下角港溪：台東縣東河鄉
    - 枋仔寮溪：台東縣東河鄉
    - 馬武溪：台東縣東河鄉

## 參照
- 台灣河流列表
- 耶馬溪
- 泰源幽谷